# Boueilh-Boueilho-Lasque
Boueilh-Boueilho-Lasque (okzitanisch Buelh, Buelhòu e Lasque) ist eine französische Gemeinde des Départements Pyrénées-Atlantiques mit 391 Einwohnern (Stand: 1. Januar 2022) in der Region Nouvelle-Aquitaine. Administrativ ist sie dem Kanton Terres des Luys et Coteaux du Vic-Bilh (bis 2015: Kanton Garlin) und dem Arrondissement Pau zugeteilt. 

## Geografie
Boueilh-Boueilho-Lasque liegt etwa 27 Kilometer nordnordöstlich von Pau in der Béarnaise. Umgeben wird Boueilh-Boueilho-Lasque von den Nachbargemeinden Lauret im Norden, Garlin im Osten und Nordosten, Ribarrouy im Südosten, Claracq im Süden, Garlède-Mondebat im Westen und Südwesten, Conblucq im Westen sowie Poursiugues-Boucoue im Nordwesten.
Durch die Gemeinde führen die Autoroute A65 und die frühere Route nationale 134 (heutige D834).

## Bevölkerungsentwicklung
| Jahr                      | 1936 | 1946 | 1954 | 1962 | 1968 | 1975 | 1982 | 1990 | 1999 | 2006 | 2013 |
| ------------------------- | ---- | ---- | ---- | ---- | ---- | ---- | ---- | ---- | ---- | ---- | ---- |
| Einwohner                 | 439  | 411  | 389  | 350  | 347  | 302  | 283  | 323  | 329  | 342  | 346  |
| Quelle: Cassini und INSEE |      |      |      |      |      |      |      |      |      |      |      |

## Sehenswürdigkeiten

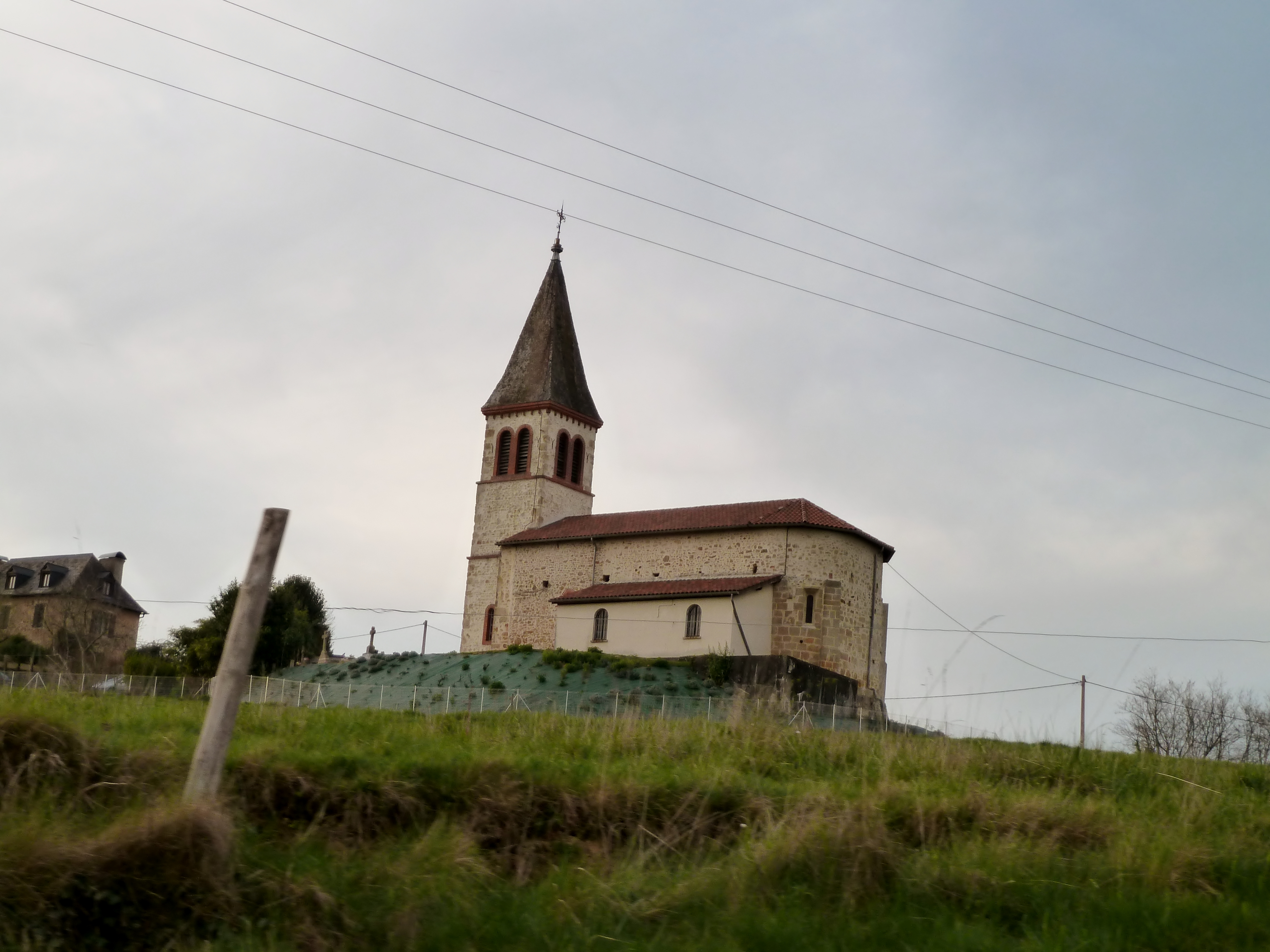
Kirche Saint-Martin in Lasque

- Kirche Saint-Aignan in Boueilh, 1850 erbaut
- Kirche Saint-Jean in Boueilho
- Kirche Saint-Martin in Lasque, Anfang des 20. Jahrhunderts erbaut
- Schloss Lasque-Fortisson aus dem 18. Jahrhundert